# Ораовдолский, Секула
Секула Христов, известный по месту рождения как Ораовдолский (1882, Ораов Дол, Македония, Османская империя — 18 января 1912, Бистрица, Македония, Османская империя) — болгарский революционер в Македонии, член ВМРО.
Стал четником в 1904 году, когда вместе с Велко Попадийским и Дачо Йотовым убил своего дядю попа Чурю - сторонник сербской пропаганды в Македонии. В ноябре 1911 года стал военным лидером Велешкого революционного района.
В начале января 1912 года чета Секула Ораводлоского попала в сербскую засаду и в сражении воевода был тяжело ранен. 18 января после предательства сербоманов турецкая военная часть обнаруживает Секула в с. Бистрица и убивает его в бою.